# Mordred (Marvel Comics)
Mordred el Mal o Modred el Mal es un personaje ficticio que aparece en los cómics estadounidenses publicados por Marvel Comics. Está basado libremente en la leyenda de Mordred de Arthurian.

## Historial de publicaciones
Apareció por primera vez en Black Knight # 1 (mayo de 1955).

## Biografía del personaje ficticio
Mordred es el hijo traidor e ilegítimo del Rey Arturo Pendragon de Camelot y su hermana Morgause, nacido en algún lugar de las Islas Orcadas de Gran Bretaña. Fue uno de los Caballeros de Camelot en Gran Bretaña del siglo VI, AD Merlín advirtió a Arturo que Mordred sería responsable del final de Camelot, pero antes de que Arturo pudiera matar al bebé, fue rescatado y criado en el anonimato. Mordred era un insurreccionista, y sus muchas conspiraciones contra su padre fueron frustradas por su enemigo constante Sir Percy de Scandia (el Caballero Negro original) y otros hasta que finalmente las fuerzas de Mordred derrotaron a Arturo en Salisbury Plain. Arturo y Mordred se hirieron fatalmente, y antes de morir, Mordred hirió mortalmente al Caballero Negro también. Mordred fue llevado al castillo de Scandia, donde murió.
En los tiempos modernos, el espíritu de Mordred ha sido permitido por los malvados "dioses inferiores" celtas a los que sirve para activarse en la Tierra. Su primer oponente fue apropiadamente el nuevo Caballero Negro, Dane Whitman. Transformó al ex lanzador de cuchillos Paul Richarde en Le Saber y lo envió contra el moderno Caballero Negro, pero fue derrotado. Mordred tomó forma humana en la Europa del siglo XII, donde formó una alianza con el Príncipe John contra el Rey Ricardo Corazón de León. Mordred fue rechazado por el Caballero Negro reencarnado. Mordred se encontró con los Defensores, y fue derrotado por el viajero en el tiempo Prester John. Mordred nuevamente fue comandado por Nethergods Mandrac y Necromon para evitar la llegada del Caballero Negro y el Capitán Britania al Otro Mundo. Mordred fue derrotado por Merlyn cuando los héroes finalmente llegaron al Otro Mundo. Enojado por el fracaso de Mordred, Necromon lo envió a su mazmorra más profunda.
El espíritu de Mordred fue atraído al inframundo por Morgan le Fay, y se convirtieron en amantes. Él tramó con ella cambiar la Tierra en un reino de magia negra. Con Morgan, envió a Dreadknight contra el Caballero Negro, Doctor Strange y Victoria Bentley. Con Morgan le Fay, envió a Balor del Fomor contra el Caballero Negro, Doctor Strange y Valquiria (Victoria Bentley). Con Morgan le Fay, envió al Fomor y al "Hombre de mimbre" contra el Caballero Negro, Doctor Strange y Valquiria. Mordred fue derrotado y devuelto al inframundo por el Caballero Negro. Mordred más tarde ayudó a Morgan en un plan que involucraba la Espada Crepuscular, que reunió a los Vengadores.
Después de amenazar a los Caballeros Negros, Mordred permaneció muerto durante algún tiempo. Durante este tiempo, su padre, el rey Arturo, se convirtió en un peón de Merlyn y en un enemigo jurado de los mutantes, a los que él y sus aliados llamaron "Bruja" o "Amigos de Mordred". A través de esto, Excalibur pudo descubrir que Mordred era un mutante.
Una vez que el Rey Arturo confirmó esto y que se profetizó que Mordred lo derrocaría, regresaron a Krakoa y convencieron a los Cinco para que lo resucitaran, usando un vial de agua del Otro Mundo en lugar del material genético estándar. La magia del Otro Mundo involucrada hizo una resurrección atípica, ya que Mordred desapareció inmediatamente del huevo y se encontró en el Otro Mundo, regresó a una edad temprana y sin saber cómo llegó allí. Las fuerzas de Arthur rápidamente lo enfrentaron en combate, pero demostró ser un enemigo digno. Finalmente encontró el camino hacia la Capitana Britania y sus compañeros, se presentó y pidió asilo. En ese momento, Roma Regina les dio a todos los presentes una visión mágica, declarándolos los Caballeros de X y dándoles una misión para encontrar el Sitio Peligroso perdido.
Su primera misión con el equipo fue a Blightspoke, una tierra envenenada donde están enterrados los restos de realidades colapsadas, y mientras estaba allí luchó contra Vescora y el equipo encontró a su único residente, la Sheriff Gia Whitechapel y su tripulación encarcelados en una fábrica que hace que Brightswill sea sólido, una sustancia mutante depoderamiento. Después de que Rictor y Shatterstar destruyeran la fábrica con la ayuda de Gia, el equipo se dirigió hacia Savalith, una antigua civilización fundada por seres parecidos a vampiros. Después de reagruparse para salvar a Mad Jim Jaspers en The Crooked Marked, Gambito se sacrificó contra las fuerzas del Rey Arturo y logró que el equipo accediera a Mercator, un dominio del Otro Mundo creado por Señor M a partir del Sitio Peligroso. Allí se hundieron en las arenas movedizas y la tierra los puso a prueba psicológicamente, hasta que Rachel Summers pudo sacarlos de la ilusión. Posteriormente, las fuerzas de Arturo, las fuerzas de Merlyn y Roma y Saturnyne montando a Shogo convergieron en su ubicación.

## Poderes y habilidades
Mordred era un hombre atlético, y era un experto espadachín y jinete y un hábil jugador de aventuras; habilidades que había desarrollado en la corte de Arturo. Por lo general, llevaba armadura de batalla, y llevaba una espada, una daga y una lanza, así como una daga tallada en el mismo fragmento de meteorito que la Espada Ébano del Caballero Negro.
La capacidad de asumir una forma astral fue conferida a su espíritu después de su muerte, por los "dioses inferiores" celtas. De esta forma, es capaz de conferir ciertos poderes y habilidades a los seres vivos que le sirven. También es capaz de tomar forma humana en períodos de tiempo fuera de su propia vida.

## Recepción
- En 2022, CBR.com clasificó a Mordred el Mal en el sexto lugar en su lista de "Los 10 villanos más fuertes de Black Knight".[12]

## En otros medios
- Mordred apareció en el episodio de Spider-Man and His Amazing Friends, "Caballeros y Demonios".